# Стейнхардт, Майкл
Майкл Стейнхардт (род. 7 декабря 1940 года, Нью-Йорк) — американский инвестор, менеджер хедж-фондов и филантроп. В 1967 году он основал хедж-фонд, Steinhardt Partners, который усреднил годовой доход для своих клиентов в 24,5 % с 1967 по 1978 год. В 1995 году он закрыл свой фонд, заявив: «Я думал, что должно быть что-то более добродетельное, более облагораживающее жизнь, чем делать богатых людей ещё богаче».
В 1981 году он открыл длинную позицию по пятилетним американским облигациям на сумму в $250 млн, при том, что капитал его фонда на тот момент составлял менее $50 млн и смог заработать $40 млн. В 1983 году он купил акции IBM по $117 за штуку и продал по $132 за акцию.
В 2010 году Стейнхардта назначили председателем совета Израильской Энергетической Инициативы (Israel Energy Initiatives).
В издании Bloomberg в январе 2014 года он был назван «крупнейшим трейдером Уолл-стрит», а журнал Forbes оценил его личный капитал в размере 1,05 млрд долларов США по состоянию на февраль 2017 года.